# Предњи голењачин мишић
Предњи голењачин мишић један је од мишића  предњег дела потколенице. Потиче из горњег дела голењаче а убацује се у медијалну клинасту и прву метатарзалну кост стопала. Делује на дорсифлексију и инвертовање стопала. Овај мишић који се углавном налази близу потколенице, на бочној страни голењаче. У горњем делу је  дебео и меснат, а доле је тетива. Предњи голењачин мишић прекрива предње голењачне крвне судове судове и дубоки перонеални живац у горњем делу ноге. 

## Галерија
- Lateral aspect of right leg.
- Tibialis anterior muscle
- Cross-section through top third and second third of right leg.
- Tibialis anterior muscle
- Ankle joint. Deep dissection. Lateral view *This has some structures labelled incorrectly e.g. tibialis anterior, extensor hallucis longus and cuboid bone